# Медресе Авазбай Араб
Медресе Авазбай Араб (узб. Avazboy Arab madrasasi) — утраченное здание медресе в Бухаре (Узбекистан), построенное в 1777 году в махалле возле мечети Софиён.

## История
Медресе Авазбай Араб было основано в 1777 году в махалле недалеко от мечети Софиён Мухаммадом Авазбаем мир хазором.
Ученый-исследователь исламской архитектуры Бухары Абдусаттор Джуманазаров, изучив ряд вакфных документов, предоставил сведения об истории медресе Авазбай Араб. В частности в вакфном документе говорится, что медресе было построено Мухаммадом Авазбаем мир хазором недалеко от мечети в махалле Софиён, на юге от него располагался хауз. С северной и восточной стороны от медресе, проходила дорога. Благотворитель Нимхазораи Пирмаст выделил для медресе 100 танобов (стандартный участок земли размером в 60 гектар) сельскохозяйственной земли. Брат Мухаммада Авазбая, Мирзабой мир хазор назначил своего сына Мухаммада Шарифбая попечителем медресе (мутавалли). В медресе Авазбай Араб преподавал один учитель, работали один парикмахер и один продавец. В медресе обучалось 34 студента, каждый из которых делил комнату с другим. Студенты, обучавшиеся в медресе, не могли покидать место учёбы на срок более 2 месяцев и 10 дней без уважительной причины. Если бы такой инцидент произошел, они потеряли бы все свои привилегии.
О деятельности медресе сохранилось множество вакфных документов. Первый документ вакфа датируется 1777 годом, а по заявлению Мухаммад Шарифа медресе было построено в этот год. В другом документе вакфа перечислены имена учителей, преподававших в этом медресе. Мулла Мухаммад Юсуф, мулла Абдукаюм, мулла Абдувохид были среди преподавателей, работавших в медресе. Мулла Абдукаюм, преподававший в этом медресе, получал зарплату в размере 18 золотых монет таньга. Медресе Авазбай Араб состояло из 17 комнат и построено в среднеазиатском архитектурном стиле из традиционных материалов.